# Паєво
Паєво (пол. Pajewo) — село в Польщі, у гміні Тикоцин Білостоцького повіту Підляського воєводства.
Населення — 173 особи (2011).
У 1975-1998 роках село належало до Білостоцького воєводства.

## Демографія
Демографічна структура станом на 31 березня 2011 року:
|          | Загалом | Допрацездатний вік | Працездатний вік | Постпрацездатний вік |
| -------- | ------- | ------------------ | ---------------- | -------------------- |
| Чоловіки | 79      | 7                  | 55               | 17                   |
| Жінки    | 94      | 8                  | 58               | 28                   |
| Разом    | 173     | 15                 | 113              | 45                   |